# 卡拉·琳恩·乔伊斯
卡拉·琳恩·乔伊斯（Kara Lynn Joyce，1985年10月25日—），生于美国纽约，美国女子游泳运动员。曾参加2004年、2008年和2012年三届奥运，其中2004年雅典奥运和2008年北京奥运分别收获两枚银牌。